# Zoopage thamnospira
Zoopage thamnospira är en svampart som beskrevs av Drechsler 1938. Zoopage thamnospira ingår i släktet Zoopage och familjen Zoopagaceae.   Inga underarter finns listade i Catalogue of Life.